# إثميا ثنائية اللون
إثميا ثنائية اللون (الاسم العلمي:Ethmia bicolorella) هي نوع من الحشرات تتبع جنس الإثميا من فصيلة الألاشستيات.